# Dockrillia
Dockrillia é um género botânico pertencente à família das orquídeas (Orchidaceae).

## Lista de espécies
- Dockrillia bowmanii
- Dockrillia cucumerina
- Dockrillia calamiformis
- Dockrillia convoluta
- Dockrillia dolichophylla
- Dockrillia fairfaxii
- Dockrillia linguiformis
- Dockrillia mortii
- Dockrillia nugentii
- Dockrillia pugioniformis
- Dockrillia racemosa
- Dockrillia rigida
- Dockrillia schoenina
- Dockrillia striolata subsp. chrysantha
- Dockrillia striolata subsp. striolata
- Dockrillia teretifolia
- Dockrillia wassellii